# Wacław Radziszewski
Wacław Radziszewski (ur. 15 maja 1898 w Rudzie Guzowskiej, zm. 16–19 kwietnia 1940 w Katyniu) – kapitan piechoty Wojska Polskiego, kawaler Orderu Virtuti Militari, ofiara zbrodni katyńskiej.

## Życiorys
Syn Walentego i Anny z Owczarków. Absolwent gimnazjum w Żyrardowie i Szkoły Przemysłowo-Technicznej w Warszawie. Od 1916 roku był członkiem Polskiej Organizacji Wojskowej. W 1918 roku brał udział w rozbrajaniu żołnierzy niemieckich w Warszawie, po czym zgłosił się na ochotnika do Wojska Polskiego. Od 22 listopada 1918 do 14 czerwca 1919 był uczniem klasy „H” Szkoły Podchorążych w Warszawie. Po jej ukończeniu został promowany na stopień podporucznika (1919). Służył w 31 pułku Strzelców Kaniowskich.
Brał udział w wojnie polsko-bolszewickiej jako dowódca plutonu ckm. W 1922 roku odszedł do rezerwy i wyjechał do Kobrynia. Pełnił funkcję komendanta Ochotniczej Straży Ogniowej w Horodlu. Od 1924 roku znów w wojsku w randze porucznika, służył w 82 pułku piechoty. W 1934 roku uzyskał awans na stopień kapitana. Od 1936 roku był komendantem szkoły podoficerów piechoty, a następnie dowódcą kompanii. 
W kampanii wrześniowej, będąc dowódcą batalionu marszowego, brał udział w obronie Twierdzy Brzeskiej, najpierw przed Wehrmachtem, a potem po agresji ZSRR na Polskę -Armią Czerwoną Sowietami. Walkę kontynuował także po odejściu głównych sił polskich. Po zakończeniu obrony nie kapitulował, lecz potajemnie opuścił twierdzę. Jesienią 1939 roku został aresztowany przez NKWD. Więziony był w obozie kozielskim. Został zamordowany między 16 a 19 kwietnia 1940. Figuruje na liście wywózkowej 029/1 z 13 kwietnia 1940, poz. 41.
5 października 2007 minister obrony narodowej Aleksander Szczygło mianował go pośmiertnie na stopień majora. Awans został ogłoszony 9 listopada 2007, w Warszawie, w trakcie uroczystości „Katyń Pamiętamy – Uczcijmy Pamięć Bohaterów”.
Wacław Radziszewski był żonaty z Haliną z Tańskich, z którą miał córkę Annę.

## Ordery i odznaczenia
- Krzyż Srebrny Orderu Wojskowego Virtuti Militari[1] nr 1139 (za wojnę polsko-bolszewicką[2]) – 28 lutego 1921[7]
- Medal Niepodległości – 23 grudnia 1933[8][9]
- Srebrny Krzyż Zasługi – dwukrotnie: 11 listopada 1936[10], 1938[11]
- Medal Pamiątkowy za Wojnę 1918–1921
- Medal Dziesięciolecia Odzyskanej Niepodległości
- Państwowa Odznaka Sportowa